# Modrički Lug
Modrički Lug (cyr. Модрички Луг) – wieś w Bośni i Hercegowinie, w Republice Serbskiej, w gminie Vukosavlje. W 2013 roku liczyła 969 mieszkańców.